# Noviciado de la Anunciación
El Noviciado de la Anunciación fue una institución de la Compañía de Jesús en Nápoles destinada a formar a sus miembros en la provincia homónima de la orden.

## Historia
La Compañía de Jesús erigió la provincia de Nápoles en 1558. Desde entonces, de acuerdo con la nueva organización de la orden, debían fundar un noviciado para los miembros de la provincia. Así, en 1565, se reservó una parte del colegio de la Compañía en la ciudad de Nola para noviciado gracias a las donaciones de Maria Sanseverino di Bisignano, viuda de Enrico Orsini, conde de Nola. A finales de la década de 1580 se barajaron diversos patronos como Fabrizio Gesualdo, príncipe de Venosa o Costanza Doria del Carretto, que ofreció unas casas en la colina de Pizzofalcone.

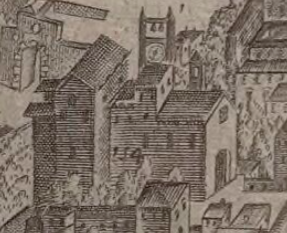
Vista de los edificios del noviciado en la primera mitad del siglo XVII. (Plano de Nápoles por Alessandro Baratta)

En 1587 el general de los jesuitas, Claudio Acquaviva visitó Nápoles. En el marco de esta visita consiguió solucionar el problema de la fundación del noviciado, gracias a la generosa donación realizada por Ana de Mendoza y Alarcón, viuda de Carlo Caracciolo, conde de Sant’Angelo dei Lombardi. Esta dama cedió a la Compañía unas casas de su propiedad en la colina de Pizzofalcone, cerca de la ubicación que había ofrecido anteriormente Costanza Doria. Fue elegida la Anunciación como advocación de la iglesia del noviciado, conociéndose por el nombre de Nunziatella o pequeña Anunciación, en contraposición a la ya existente Basílica mayor de la Anunciación. 
En 1736, el templo del noviciado fue reedificado según diseño de Ferdinando Sanfelice, en estilo tardobarroco. 
En 1768 los jesuitas fueron expulsados del reino de Nápoles y abandonaron el edificio. Diecinueve años después, en 1787, Fernando IV de Nápoles destinó sus edificios para servir de sede de la Real Academia Militar. Esta academia acabaría siendo conocida como la Nunziatella, como consecuencia del nombre del noviciado.
En la actualidad sus edificios continúan sirviendo como sede de la Escuela Militar Nunziatella, aunque han sufrido profundas transformaciones.

## Descripción

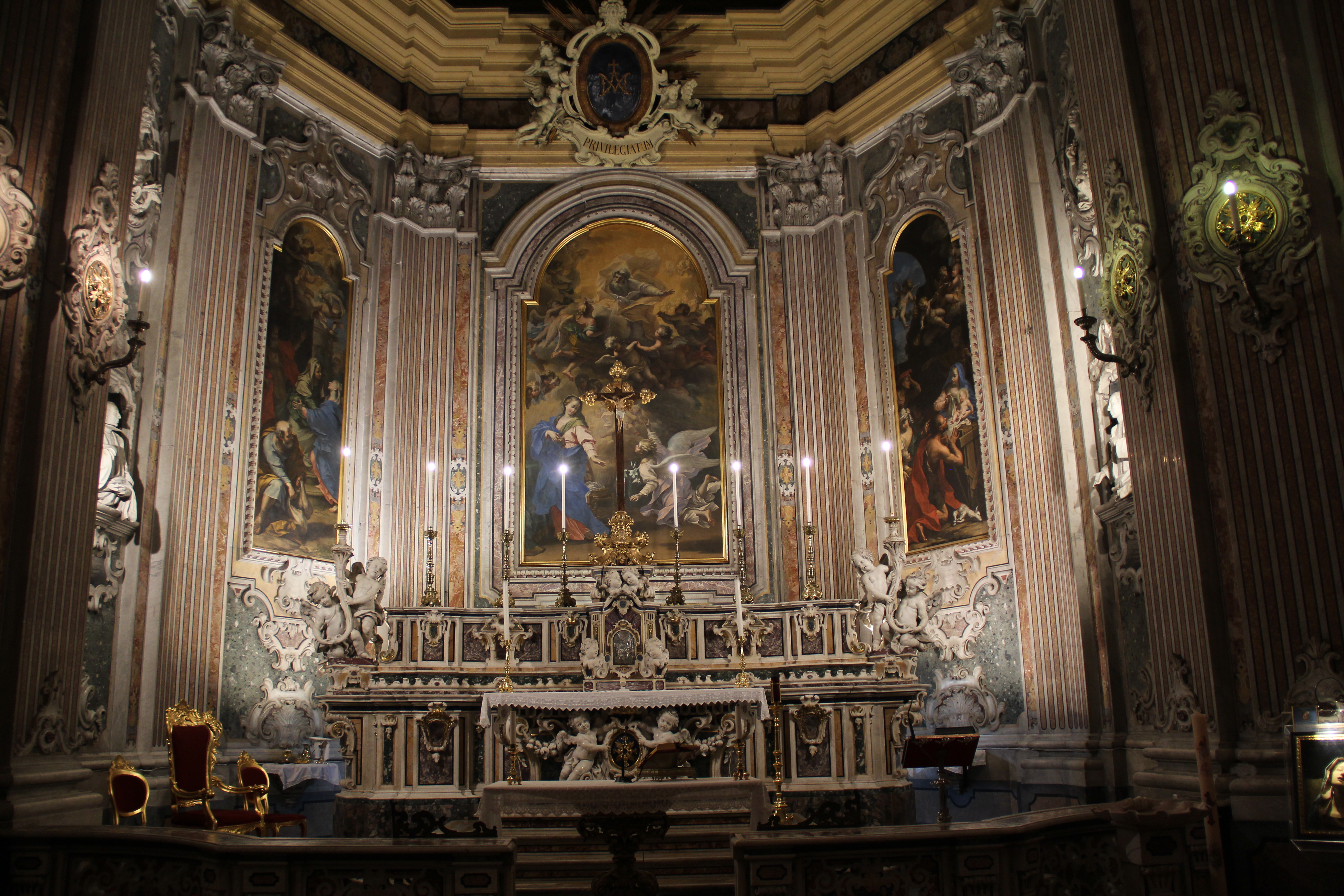
Vista de la cabecera de la iglesia del noviciado.

Los edificios de la sede definitiva de la institución se situaba en lo alto de la colina de Pizzofalcone. La iglesia se dispone en un eje norte-sur, teniendo la cabecera al norte. Se trata de una iglesia de una sola nave, con una serie de capillas laterales a ambos lados. La cabecera de la iglesia se dispone en forma de ábside y preside la iglesia una Anunciación de Ludovico Mazzanti.  
Al este de la iglesia se localiza el edificio principal del noviciado con un gran patio interior. 